# بوبي هاربر
بوبي هاربر (بالإنجليزية: Bobby Harper)‏ (6 يونيو 1920 غلاسكو المملكة المتحدة - 1 يناير 1980) هو لاعب كرة قدم بريطاني.